# Sella di Pergine
La Sella di Pergine (482 m s.l.m.) è un valico alpino che mette in comunicazione la valle del Brenta e quella del Fersina. Il comune di Pergine Valsugana si trova sul valico.

## Caratteristiche
Dal punto di vista orografico la sella separa le Dolomiti, e più in particolare le Dolomiti di Fiemme (a nord), dalle Prealpi Venete (e più in particolare le Prealpi vicentine).
Poco a sud della sella si trovano il Lago di Caldonazzo e quello di Levico, che originano il fiume Brenta. Poco a nord scorre il Fersina, torrente che ha già percorso la Valle dei Mòcheni e che ora si dirige verso Trento.
La sella è attraversata dalla  Strada statale 47 della Valsugana che unisce Padova con Trento.